# قطعنامه ۱۶۳۸ شورای امنیت
قطعنامه ۱۶۳۸ شورای امنیت سازمان ملل متحد که در تاریخ ۱۱ نوامبر ۲۰۰۵ تصویب شد، سندی بین‌المللی دربارهٔ بررسی وضعیت در لیبریا است. این قطعنامه طی نشست ۵۳۰۴ام با ۱۵ رای موافق، ۰ مخالف و ۰ ممتنع تصویب شد.